# Fridrich Těšínský
Fridrich Těšínský (1480/83 – 1507) byl syn těšínského knížete Kazimíra II. a jeho manželky Johany Minsterberské, dcery Viktorina z Poděbrad, církevní hodnostář a rektor vídeňské univerzity.
Bližší údaje o jeho narození nejsou známy, lze ale předpokládat, že přišel na svět mezi lety 1480 a 1483.  Přestože byl nejstarším potomkem těšínského knížete, byl určen pro církevní kariéru. Možnou příčinou byla snaha jeho otce Kazimíra prosadit syna na post vratislavského biskupa a prostřednictvím církevní funkce posléze na slezského zemského hejtmana, nejvyššího úředníka a zástupce krále ve Slezsku. S podporou otce takto Fridrich neúspěšně kandidoval ve svých asi dvaceti letech roku 1501 na pomocného vratislavského biskupa (koadjutora) s tehdy v této funkci obvyklým právem nástupu na post sídelního biskupa po smrti právě sloužícího a vládnoucího ordináře. Mladého těšínského knížete podporoval zejména vratislavský biskup Jan IV. Roth, dalšími kandidáty byli Jan Thurzo, syn krakovského podnikatele stejného jména a pozdější biskup, a Fridrich Jagellonský, bratr polského krále Jana Olbrachta. Fridrich měl zřejmě podporu slezských knížat, ale proti jeho jmenování pomocným biskupem se postavila vratislavská kapitula. Nepomohl ani nabízený úplatek pěti tisíc zlatých, jenž kníže Kazimír kapitule za podporu syna nabídl. Pozdější biskupský a tím současně knížecí stolec měl jistě dopomoci rodu k získání funkce slezského zemského hejtmana, nejvyššího králova zástupce ve Slezsku, což se ostatně stejně Kazimíru II. podařilo roku 1506. 
Prvotní neúspěch rod těšínských Piastovců neodradil a někdy na konci 15. století poslal Kazimír syna Fridricha na studia na vídeňskou univerzitu, kde byl 4. dubna, snad roku 1503, v raném věku něco přes dvacet let jmenován rektorem. Poté ještě Fridrich pokračoval v univerzitních studiích v italské Bologni. Současně nerezignoval ani ze snahy o církevní pozice a v roce 1506 se opět s otcovou pomocí stal vikářem kolegiátního kostela sv. Kříže ve Vratislavi a děkanem tamější kapituly. Nadějný rozběh osobní i rodové kariéry ukončila předčasná Fridrichova smrt v červnu 1507 při návratu z Itálie do Slezska.